# Elachista arduella
Elachista arduella is een vlinder uit de familie grasmineermotten (Elachistidae). De wetenschappelijke naam is voor het eerst geldig gepubliceerd in 2003 door Kaila.
De soort komt voor in Europa.